# Radzyń Średni
Radzyń Średni – jezioro w woj. wielkopolskim, w powiecie czarnkowsko-trzcianeckim, w gminie Krzyż Wielkopolski, leżące na terenie Pojezierza Wałeckiego.

## Dane morfometryczne
Powierzchnia zwierciadła wody według różnych źródeł wynosi od 4,9 ha do 4,86 ha (lustra wody) lub 5,35 ha (ogólna).
Zwierciadło wody położone jest na wysokości 48,1 m n.p.m.

## Hydronimia
Według spisu opracowanego przez Komisję Nazw Miejscowości i Obiektów Fizjograficznych (KNMiOF) oraz według danych z państwowego rejestru nazw geograficznych zestandaryzowana nazwa tego jeziora to Radzyń Średni. W różnych publikacjach i na mapach topograficznych jezioro to występuje pod nazwą Średni Raczek, Raczek Mały.
Dane z państwowego rejestru nazw geograficznych podają oboczną nazwę tego jeziora: Średni Radzyń.